# Bumerangeffekt
Dieser Artikel wurde auf der Qualitätssicherungsseite des Wikiprojekts Psychologie eingetragen. Dies geschieht, um die Qualität der Artikel aus dem Themengebiet Psychologie zu verbessern. Dabei werden Artikel verbessert oder auch zur Löschung vorgeschlagen, wenn sie nicht den Kriterien der Wikipedia entsprechen. Hilf mit bei der Verbesserung und beteilige dich an der Diskussion im Projekt Psychologie.
Der Bumerangeffekt beschreibt in der Psychologie verschiedene Phänomene, bei denen das Gegenteil eintritt von dem, was beabsichtigt wurde. Dies trifft beispielsweise auf Überredungsversuche zu, bei denen die Zielperson ihre Meinung in die entgegengesetzte Richtung ändert. Darüber hinaus wird als Bumerangeffekt die erhöhte Zugänglichkeit stereotyper Gedanken bezeichnet, die nach dem Versuch der Stereotypunterdrückung auftritt.

## Überredungsversuche
Wenn Menschen dazu gebracht werden sollen, ihre Einstellungen oder ihr Verhalten in eine bestimmte Richtung zu ändern, kann es passieren, dass sich Einstellungen und Verhalten eher verfestigen oder in der entgegengesetzten Richtung ändern, was jedoch bei Beeinflussungversuchen auch gezielt eingesetzt werden kann. Dieses als Bumerangeffekt bezeichnete Phänomen wird als Effekt von Reaktanz interpretiert.

## Stereotypunterdrückung
Ein Bumerangeffekt kann auch auftreten, wenn Personen versuchen, stereotype Gedanken zu unterdrücken. Die Unterdrückung funktioniert für eine bestimmte Zeit. Sobald man diese Unterdrückung jedoch beendet, kehren die Gedanken nicht nur zurück, sondern sie kehren stärker zurück als sie davor waren. Aus diesem Grund wird dieser Effekt Bumerangeffekt genannt.
Erklärt wird dieser Effekt durch das Modell der Gedankenkontrolle nach Daniel Wegner und Ralph Erber (1992). Nach diesem Modell sind während der Gedankenunterdrückung gleichzeitig zwei Prozesse aktiv im Gehirn, ein automatischer und ein kontrollierter. Der automatische Prozess sucht den zu unterdrückenden Gedanken, während der kontrollierte Prozess diesen dann tatsächlich unterdrückt. Weil jedoch der automatische Prozess immer aktiv nach diesem Gedanken sucht, ist dieser der Person ständig unterbewusst präsent und kann so bei Beendigung des kontrollierten Prozesses einfacher hervortreten.

### Befunde
Der Einfluss von Stereotypenunterdrückung auf die Anwendung und Verfügbarkeit ebendieser Stereotype wurde in verschiedensten Studien untersucht. Typischerweise werden Studienteilnehmende gebeten, einen kurzen Text über ein Mitglied einer bestimmten Gruppe (zum Beispiel ein Skinhead) zu schreiben und werden entweder instruiert, keine stereotypischen Beschreibungen zu verwenden, oder erhalten keine Instruktionen bezüglich der Verwendung von Stereotypen. In einer späteren Aufgabe müssen die Teilnehmenden dann einen weiteren Text über eine andere Person, die derselben Gruppe angehört (z. B. ein anderer Skinhead), schreiben. In der zweiten Aufgabe werden keine der Teilnehmenden gebeten, auf stereotypische Beschreibungen zu verzichten. Solche Studien zeigen, dass Personen, die ihre Stereotypen in der ersten Aufgabe aktiv unterdrücken, in der zweiten Aufgabe mehr stereotypische Beschreibungen nutzen, als Personen, die nicht zur Unterdrückung der Stereotypen instruiert wurden. Nach der Unterdrückung kehren die stereotypischen Gedanken unwillkürlich zurück wie ein Bumerang.
Es konnte nicht nur gezeigt werden, dass Stereotype für Personen, die der gleichen Gruppe angehören, zurückkehren (das heißt, dass die Unterdrückung von Stereotypen über Skinheads in der ersten Aufgabe dazu führt, dass in der zweiten Aufgabe mehr Stereotypen über Skinheads benutzt werden), sondern dass die Unterdrückung von Stereotypen einer Gruppe auch zur stärkeren Aktivierung von Stereotypen einer anderen Gruppe führt. So wurde in einer Studie von Geeraert (2013) gezeigt, dass Personen, die in der ersten Aufgabe ihre Stereotypen über “Chavs” (Jugendliche der britischen Unterschicht) unterdrückten, in der zweiten Aufgabe mehr Stereotype bei der Beschreibung von Teenage-Müttern verwendeten.

### Generalisierbarkeit
Der Bumerangeffekt ist allerdings kein universelles Phänomen. In verschiedenen Studien wurde gezeigt, dass der Bumerangeffekt sowohl von individuellen als auch kulturellen Unterschieden beeinflusst wird.
Monteith et al. (1998) haben zum Beispiel den Einfluss von persönlichen Einstellungen auf den Bumerangeffekt untersucht und herausgefunden, dass bei Personen, die eine vorurteilsarme Einstellung gegenüber einer Gruppe haben, ein geringerer Bumerangeffekt auftritt, als bei Personen mit einer vorurteilsvollen Einstellung. Ihre Erklärung dafür ist, dass Personen mit einer vorurteilsarmen Einstellung mit der gleichen Wahrscheinlichkeit stereotypische Gedanken haben, wie Personen mit stärkeren Vorurteilen, dass sie aber motivierter sind, diese zu unterdrücken, auch wenn sie nicht explizit darum gebeten werden. Im Gegensatz dazu unterdrücken Personen mit einer vorurteilsvollen Einstellung ihre stereotypischen Gedanken nur, wenn sie durch die Situation oder soziale Normen dazu gedrängt werden, also zum Beispiel, wenn die Versuchsleitung sie explizit dazu auffordert. Sobald sie nicht mehr durch die Situation motiviert sind, zum Beispiel weil sie keine Instruktionen mehr bezüglich der Stereotypenunterdrückung erhalten, kehren die stereotypischen Gedanken zurück.
Des Weiteren tritt der Bumerangeffekt nicht in allen Kulturen auf. Zhang und Hunt (2008) haben amerikanische und chinesische Versuchspersonen verglichen und konnten beobachten, dass bei den amerikanischen Teilnehmenden nach der Unterdrückung stereotypischer Gedanken ein Bumerangeffekt auftrat, bei den chinesischen Teilnehmenden allerdings nicht. Dies könnte aufgrund der Unterschiede zwischen individualistischen und kollektivistischen Kulturen sein, bisher kann diese Erklärung aber nicht empirisch gestützt werden.